# Galaxy Records
Pour les articles homonymes, voir Galaxy.
Galaxy Records est un label discographique américain, actif entre les années 1960 et 1980, subdivision de Fantasy Records. Il s'est spécialisé dans le jazz pendant les années 1950 puis dans le gospel et le RnB à partir des années 1960.

## Histoire
La première série d'albums de Galaxy Records, la série G-200/8200, consistait en neuf albums, principalement de RnB, publiés entre 1963 et 1968. En 1977, Galaxy lance la série GXY-5100, qui était une série de jazz qui dure jusqu'en 1985,.

## Artistes
- Cal Tjader Trio (avec Vince Guaraldi)
- J.J. Malone
- Art Pepper
- Little Johnny Taylor